# СФ Уикли
„СФ Уикли“ (на английски: SF Weekly) е безплатен алтернативен седмичен вестник в Сан Франциско, Калифорния.
Изадва се от „Вилидж Войс Медия“ и излиза всяка сряда в тираж от 129 000 броя.
Основен конкурент му е вестник „Сан Франциско Бей Гардиън“.